# 北海帝国

北海帝国
Nordsøimperiet (デンマーク語)
Nordsjøveldet (ノルウェー語)
Nordsjöväldet (スウェーデン語)
Norþ Sæ Rīce (古英語)

北海帝国の版図

北海帝国（ほっかいていこく、デンマーク語: Nordsøveldet または Nordsjøveldet）は、クヌート（クヌーズ）大王がイングランド王国・デンマーク王国・ノルウェー王国の3国の王に就いたことで11世紀前半に成立した国家連合（同君連合）である。
北海帝国という用語は、ヴァイキング時代末期の1013年から1042年のほとんどの期間における、その諸王国の連合を指すために歴史家によって用いられる。この短命なノース人支配の帝国はタラソクラシーでもあり、その構成要素たる領土は海によってのみ結ばれ、海に依存していた。 英語圏ではアングロ・スカンディナヴィア帝国（Anglo-Scandinavian Empire）とも呼ばれる。
3つの王国すべてを統合した最初の王は、986年にデンマーク王、1000年にノルウェー王となっており、1013年にイングランド王国を征服したスヴェン1世であった。1014年のスヴェン1世死後にその領土は分裂したが、息子のクヌート大王が1016年にイングランド、1018年にデンマーク、1028年にノルウェーを掌握した。1035年のクヌート死後に領土は再び分裂するも、デンマークの彼の息子ハーデクヌーズが1040年にイングランド王位を継承した。クヌートが3つの王国すべてを支配していたその権力の最盛期（1028年 - 1035年）には、彼は西ヨーロッパにおいて神聖ローマ皇帝に次ぐ権力を有していた。

## 帝国の形成

### イングランド
クヌートはデンマーク王スヴェン1世の次男であった。イングランド侵攻中の1014年2月3日にイングランド南部でスヴェン1世が死亡した際、トレント川にて艦隊指揮を委任されていたクヌートはデーン人らに王として認められたが、侵攻作戦は崩壊した。戦術的奇襲のために馬を供給することを約束していたリンジー王国の人々は、イングランド貴族らが以前に追放していたエゼルレッド2世を、厳正さを緩和した統治に同意させた後に再即位させるまでの準備が整っていなかった。
クヌートの兄ハーラル2世はデンマーク王となったが、ノルウェーのエイリーク・ハーコナルソンの助力を得たクヌートは彼自身の新たな侵攻艦隊を創設し、1015年の夏にイングランドへ戻った。イングランド人は王とその息子たち、その他の貴族の間の陰謀によって分断された。4ヵ月以内にエゼルレッドの息子の1人はクヌートに忠誠を誓い、王国の歴史的中心であるウェセックスを支配した。エゼルレッドはロンドンをめぐる決戦前の1016年4月23日に死亡した。ロンドン市民はエゼルレッドの息子エドマンド2世を王に選んだ一方、ほとんどの貴族はサウサンプトンに集まりクヌートに忠誠を誓った。クヌートはロンドンを封鎖したが、補給のために撤退を余儀なくされ、オットフォードの戦い（Battle of Otford）にてエドマンド2世に敗れた。しかし、デーン人がエセックスに侵攻した後、エドマンドもアッサンダンの戦いにて同様に敗れた。彼とクヌートは、エドマンドがウェセックスを保持し、クヌートがテムズ川以北のイングランド全土を支配下に置くことで合意に達した。しかし、1016年11月30日にエドマンドが死亡したことで、クヌートはイングランド王となった。
クヌートは以前、イングランド貴族のエルフギフ・オブ・ノーサンプトンと結婚していたが、1017年の夏にエゼルレッドの未亡人エマ・オブ・ノーマンディーと結婚することで権力を固めた。1018年、彼は（特にロンドン市民からの金銭により）艦隊に給与を渡して解散させ、イングランド王として完全に認められた。しかし、およそ3000人の親衛兵のみは残し、彼らを養うために現地民からデーンゲルドを徴収した。

### デンマーク

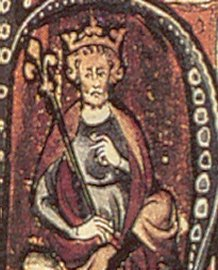
クヌート1世

1018年または1019年、ハーラル2世は子を残さずに死去しデンマークを空位にした。死んだ兄の後継者であったクヌートは1019年にデンマークへ向かい、その王位継承を主張した。彼がデンマークにいた際は、不特定の危険を避けるために国外にいるという手簡をイングランドの臣下へ送り、イングランドへは初期の反乱鎮圧のために戻ったのみであった。デンマークの年代記によると、デーン人は以前ハーラルを追放してクヌートを支持するも、クヌートが頻繁に不在になったためハーラルを連れ戻し、ついには兄の死後にクヌートが恒久的に国王となったという。
ノルウェー王オーラヴ2世とスウェーデン王アーヌンド・ヤーコブは、アングロ・サクソン人とデーン人の連合王国を脅威とみなしており（クヌートの父スヴェンは両国に対し支配権を行使していた）、クヌートがイングランドにいたことを利用して1025年または1026年にデンマークを攻撃し、クヌートのデンマーク摂政であったウルフ伯爵と彼の兄弟もこれに加担した。クヌートはノルウェー艦隊に不意打ちをかけ、ヘルゲアの戦いにてスウェーデン艦隊と交戦した。正確な結果は論争中だが、クヌートが勝利したとされる。オーラヴは退却しデンマークへの脅威は消失した。
1027年、ウルフが以前のクリスマスを台無しにした罪を償うため、そして皇帝としてのコンラート2世の戴冠式に出席し彼の支配者としての重要性を示すため、クヌートは神聖ローマ帝国に向かった。彼は北ヨーロッパからローマへ旅する巡礼者に課される通行料の緩和と、彼らのパリウムを受け取るイングランドの大司教のための教皇の料金を確保した。彼はまた、コンラート2世との関係を持ち始めたことで、皇帝の息子ハインリヒ3世とクヌートの娘{グンヒルダの結婚や、それに先立つ皇帝へのシュレースヴィヒ公国およびゲルマン人がデーン人に対する緩衝地帯として占領したヘーゼビューとアイダー川の間にあった古代デンマークの商業地の割譲につながった。

### ノルウェー
オーラヴ2世がノルウェー全土に勢力を拡大していたころ、Jarl Erikはイングランドのクヌート陣営にいた。オーラヴへのクヌートの敵意は古く、エゼルレッドがオーラヴの提供した艦隊にてイングランドへ戻っていたことに遡る。1024年、クヌートは彼の家臣としてオーラヴにノルウェーを支配させることを提案した。しかしヘルゲアの戦いの後、彼は評判の良くない自身の統治を賄賂で台無しにし始めており、1028年には50隻の艦船にてノルウェーを征服した。デンマーク船の大艦隊が彼に加わってオーラヴはオスロ・フィヨルドへ撤退した一方、クヌートは海岸沿いに航海して各地に上陸し、地元の首長から忠誠の宣誓を受けた。最終的にニダロス（現在のトロンハイム）のディングにて彼は王として認められ、オーラヴは数ヵ月後にスウェーデンへと逃れた。
オーラヴは1030年にノルウェーへの帰還を図るもトロンハイム地域の人々に反発され、スティクレスタドの戦いにてクヌートと手を結んだノルウェー豪族に敗れ討ち死にした。

### スウェーデン南部
ヘルゲアの戦いの後、クヌートはイングランドやデンマーク、ノルウェーとともにスウェーデンの一部も支配することを主張した。彼は、産業の中心地シグトゥーナ、あるいは当時デンマークの一部であったルンドのいずれかにおいて、CNVT REX SW（Cnut King of the Swedes  スウェーデン王クヌート）の銘が入った硬貨を鋳造させた。場所については西方のイェータランドかブレーキンゲ地方ともされている。イングランドのルーン石碑の多くはウップランド地方に位置している。It was probably either overlordship or disputed rule; 硬貨の鋳造を命じるためにクヌートがスウェーデンに居る必要はなく、彼がアイルランド島を支配したことを示す硬貨も鋳造されており、この時期のスウェーデンの歴史についてはきわめて不正確である。

### その他の属領
クヌートあるいは彼の文書の見出しを書いた人物がスウェーデンの一部地域の王であると主張したことに加えて、彼はヴェンド人から貢物を受け取りポーランド人と同盟を結んだ。1022年、クヌートはウェセックス伯ゴドウィンやウルフと共に、ヨムスボルグから支配した沿岸地域における自らの地位を確認するため、艦隊を率いてバルト海を東進した。
ローマの戴冠式から帰朝したころ、クヌートは間もなく軍を率いてスコットランド王国に向かい、上級王のマルカム2世とその他2人の王を家臣とした。そのうちの1人Echmarcach mac Ragnaillはガロウェイとマン島を含む支配者であり、1036年にダブリン王国の君主となった。彼ら全員そしておそらくはウェールズ人も、エゼルレッドがデーン人へ贈賄するために制定したデーンゲルドを模範としてクヌートへ貢納した。こうしてクヌートは、当時のイングランド王らが主権を認めねばならなかったケルト人の諸王国に対する支配を取り戻し、敵対するオーラヴを支持していた者らを処罰した。アイスランドのスカルド詩人Óttarr svartiによる詩では、クヌートを「デーン人、アイルランド人、イングランド人そして諸島民の王」としているが、おそらくその当時のクヌートはまだノルウェーでの統治権を有していなかったため、そこは含まれていない。

## 宗教
11世紀初頭までに、イングランド人は数世紀にわたりキリスト教徒となっていった。デーンロウは異教からキリスト教への移行期にあったものの、スカンディナヴィア諸国は依然として大半が異教徒であった。クヌートの父スヴェン1世は当初異教徒であったが、晩年は概ねキリスト教徒であった。クヌートはイングランドにおいて教会の御利益を熱心に宣伝し、この活動はスカンディナヴィアの王がそれまで認めなかった、ヨーロッパのキリスト教徒の君主らからの支持を彼にもたらした。一方ノルウェーでは、彼は教会を建てさせ聖職者に寛大かつ敬意を表していたが、異教徒の首長とは同盟も結んだ。そしてオーラヴとは異なり、彼の権力が盤石になるまでは教会に利益をもたらす法律を制定しなかった。

## クヌートの統治
1017年初頭、おそらく通常の手段ではなく征服権によって王となったため、クヌートはイングランドをスカンディナヴィアのモデルにて4つの国に分割した。ウェセックスはクヌートが直接統治し、協力者であったのっぽのトルケルはイースト・アングリア伯爵に、エイリーク・ハーコナルソンはクヌートがすでに与えていたノーサンブリア伯爵の地位を保持し、エアドリック・ストレオナはマーシア伯爵となった。しかし、ストレオナについては1年以内に処刑された。1018年、クヌートはウェセックスにて少なくとも2つの伯爵領を復活させ、オックスフォードでの会合において彼の部下やイングランドの代表者らはエドガー王の法律に基づいてクヌートが統治することに同意した。
アングロ・サクソン史家のフランク・ステントンは、アングロ・サクソン年代記では、国外への頻繁な移動に言及していたことを除くとクヌートの治世に関してはあまり語られておらず、クヌートがイングランドを強く支配していたことを示していると指摘する。クヌートの不在中、トルケルはおそらく彼の摂政を務めていたとされるが、1021年に失脚し追放された。1023年のデンマークでの調停の際には、里子に出すため息子たちを交換し、トルケルはデンマークにおけるクヌートの摂政となったが、これはトルケルが武力にて彼らに勝ったことを示唆している。
しかし、スコットランドにてイングランドの勢力を強化することによりノーサンブリア伯爵の位を守ることは、クヌートのもうひとりの伯爵、ノーサンブリア伯シワードに託された。1055年の彼の死亡時点には、彼は王ではなく、前世紀初頭にストラスクライド王国が併合した全領土の大君主であった。
デーン人がクヌートの不在について不平を述べることには、イングランド人よりも多くの理由があった。彼は主にイングランドを支配しており、デンマークには摂政を置いていた。彼はイングランドでの主任顧問としてのトルケルに代わってイングランド人のゴドウィンを置き、和解してから3年以内にデンマークの摂政をクヌートの妹の夫であるウルフに交代させた。ウルフはクヌートとエマとの間の息子ハーデクヌーズの後見人となった。しかしウルフは忠誠心を欠いており、まずスウェーデンやノルウェーの王らとともにクヌートに対する陰謀を企て、貴族らにハーデクヌーズ（事実上ウルフ）への忠誠を誓わせ権力闘争を仕掛けた。クヌートは1026年のクリスマスにデンマークに戻ってウルフを殺すよう一族に命じ、彼はロスキレのトリニティ教会にて殺された。彼はその死を迎えるまでに、イングランド人に助言したスカンディナヴィア人の派閥を完全に置き換えた。
クヌートはノルウェーにて越年し、Jarl Erikの息子ハーコン・エイリークソン（彼はスヴェン王にも同じように仕えていた）を摂政に据えたが、エリクソンは翌年の冬に溺死した。クヌートはその後任として、エルギフとの間にもうけた2人息子のうちの次男スヴェイン・クヌートソン（ノルウェーではスヴェイン・アルフィフソンとして知られていた）を、エルギフとともに派遣した。オーラヴの帰国が拒絶された際、スヴェインらはノルウェー南部にて手間を取らされたが、オーラヴの治世時よりも人気を失っていった。 独立性を重んじ、新たな貢物がデンマーク式であることに特に憤慨していた人々に対して、エルギフはより厳しい規制と新たな税を課すことを試みた。
クヌートはまた、彼の長男ハーデクヌーズにデンマークを引き渡す準備をしていた。ノルウェーで実権を握ったハーデクヌーズはニダロスで大法廷を開きデンマーク王を宣言した。ステントンが指摘するように、別々の国で別々の息子が後継者に任命されたことで、クヌートには「彼の死後も連合したままである北方の帝国を創設するという熟慮された意図」がなかったことを示した。それは単にその民族らの慣習であったのかもしれない。いずれにせよ、彼の不在時に忠実かつ有能な摂政を見つけられなかった点が、クヌートの治世下を通じた帝国の弱点ということは明らかだった。彼の息子らも、協力して統治を維持することはできなかった。

## クヌートの死後

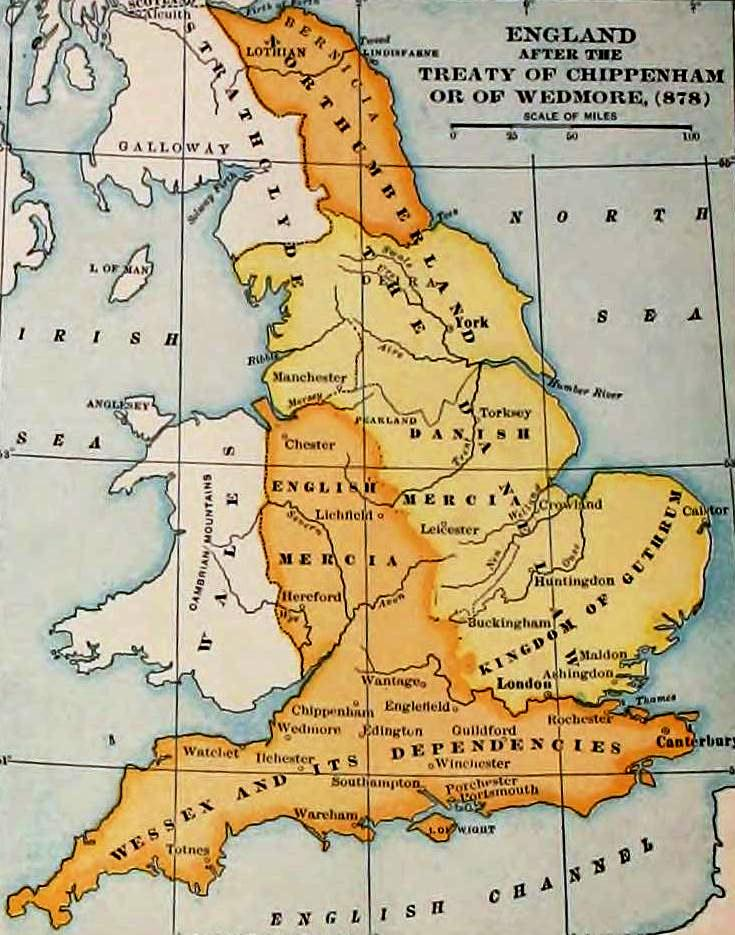
デーンロウ（黄色の領域）

1035年にクヌートが死ぬと北海帝国は間もなく崩壊したが、実際にはノルウェーにおいてはすでに崩壊しつつあった。1033年の冬までにスヴェインとエルギフは人望を失っており、トロンハイムを離れることを余儀なくされた。1034年、スティクレスタドの戦いにてオーラヴを撃退し殺害した軍の指揮官は、王の忠実な支持者の1人と協力して幼い息子マグヌス1世をガルダリキから支配下に戻し、クヌートが死ぬ数週間前の1035年秋には、スヴェインとエルギフは国外へ脱しデンマークへ向かわねばならなかった。スヴェインはその後間もなく死亡した。
デンマークではハーデクヌーズがすでに王として統治していたが、ノルウェーのマグナスによる復讐を遂げるための侵攻の脅威があったため、彼は3年間自国から出れなかった。その間イングランド貴族らは、ハーデクヌーズ派とその腹違いの兄ハロルド1世派に分裂してハロルドを摂政にすることでの妥協を決意した。1037年末までにエルギフは要人らにハロルドへの忠誠を誓うよう説得し、彼はイングランド王ハロルド1世として囲われた。ハーデクヌーズの母エマ女王はフランドルへの避難を余儀なくされていた。
ハーデクヌーズは、彼の異母兄からイングランドを奪取するための侵攻艦隊を準備したが、それが使用される前の1040年にハロルドは死亡した。その後ハーデクヌーズはデンマークと再統合してイングランド王となったが、この統合は王としての悪印象を広くもたらした。アングロ・サクソン年代記は彼について、在位中は国王らしいことは一切しなかったと記している。1042年6月、クヌートの宮廷にいたデンマーク貴族の1人、トヴィ（Tovi the Proud）の結婚披露宴にて、ハーデクヌーズは「酒を飲んで立ったまま」突然死した。一見、彼の死は北海帝国の終焉をもたらしたように見えるが、ノルウェー王となっていたマグヌスはハーデクヌーズと結んだ1040年の合意を利用してデンマークを掌握し、イングランドへ侵攻して諸王国と帝国を再統一する計画を立てていた。デンマークにおける権力強化において、彼はヨムスヴァイキングの中心地を破壊した直後に始まった、リュルスコフ・ヒースの戦いにてヴェンド人の侵攻を防いだ。それにより、スヴェン1世やクヌート大王の支配権を強めた重要な政治的および軍事的要素の1つを破壊したため、これは事実上自らの首を絞める行為であった可能性もある。マグヌスは1046年にスヴェン2世をデンマークから追放したが、1047年にはスヴェン2世とトヴィ伯爵がデンマークから逆にマグヌスを追い出したことを、ブレーメンのアダムが簡潔に言及している。これについては、1047年にマグヌスとの戦闘を支援するために50隻の船の増援をスヴェン2世がイングランドに依頼したと記述している、同時代のアングロ・サクソン年代記によって確認されている。スヴェン2世の母親はスヴェン1世の娘であることから、彼はスコーネにてデンマーク王に選ばれ、エストリズセン朝を開いた。スヴェン2世はマグヌスをデンマークから追放して大虐殺によってデンマーク入りし、デーン人らは多額の金銭を支払い国王として認めた。マグヌスは同じ1047年に死亡した。
同君連合としての北海帝国はヨーロッパ史において短期間に終わったが、デーン人はイングランドにおいて、東部のデーンロウと呼ばれる地域に対し慣習法や方言などの面で後世に及ぶ大きな影響を残した。イングランド語（英語）にも、デーン人の言語である古ノルド語の語彙が多数残ったといわれる。

## 歴代王
- デンマーク王
  - クヌート大王、1018年 - 1035年
  - ハーデクヌーズ（ハーザクヌート）、1035年 - 1042年
  - マグヌス1世が継承。
- ノルウェー王
  - クヌート大王、1028年 - 1035年
  - マグヌス1世、1035年 - 1047年
- イングランド王
  - クヌート大王、1016年 - 1035年
  - ハーデクヌーズ、1035年 - 1042年
  - エドワード懺悔王が継承。